# Austrocarabodes ensifer
Austrocarabodes ensifer is een mijtensoort uit de familie van de Carabodidae. De wetenschappelijke naam van de soort werd voor het eerst geldig gepubliceerd in 1931 door Sellnick als Carabodes ensifer.